# Рашит Мустафа
Рашит Мустафа (алб. Rashit Mustafa; Љубиште, 20. август 1964 — Ђаковица, 10. јун 1999) био је албански терориста и командант Ослободилачке војске Косова (ОВК).

## Биографија
Рођен је 20. августа 1964. године у албанској породици у Љубишту, код Витине. Током рата у Хрватској придружио се Хрватској копненој војсци (ХКВ) у борби против Југословенске народне армије (ЈНА). У Хрватској је остао до краја рата. Три године касније придружио се терористичким Оружаним снагама Републике Косово, које су се бориле за отцепљење Косова и Метохије.
Дана 1. јуна 1999. године, 11 дана пре краја рата на Косову и Метохији, још увек је био у контакту са својом породицом, пре него што је нестао на шест година. Верује се да је жртва политичког ривалства између Демократског савеза Косова (ЛДК) и Демократске партије Косова (ДПК). Грађани Ђаковице су му пронашли тело 28. јуна 2005. године.